# فورتیه‌ویل، کبک
فورتیه‌ویل (به فرانسوی: Fortierville) شهری در منطقه شهری بکانکور ناحیه سانتر-دو-کبک در استان کبک کانادا است. در سرشماری سال ۲۰۱۱ این شهر ۶۸۹ نفر جمعیت داشته‌است و مساحت آن ۴۵٫۵۳ کیلومتر مربع است.